# Puzieux (Moselle)
Puzieux település Franciaországban, Moselle megyében. Lakosainak száma 168 fő (2022. január 1.). Puzieux Alaincourt-la-Côte, Craincourt, Delme és Xocourt községekkel határos.

## Népesség
A település népességének változása:
| Lakosok száma | 138  | 137  | 130  | 166  | 181  | 185  | 187  | 176  | 170  | 168  |
|               | 1968 | 1982 | 1990 | 2006 | 2013 | 2015 | 2017 | 2019 | 2020 | 2022 |